# Кольбордоло
Кольбордоло (итал. Colbordolo) — коммуна в Италии, располагается в регионе Марке, в провинции Пезаро-э-Урбино.
Население составляет 6217 человек (2008 г.), плотность населения составляет 227 чел./км². Занимает площадь 27 км². Почтовый индекс — 61022. Телефонный код — 0721.
Покровителем коммуны почитается святой Иоанн Креститель, празднование 24 июня.

## Демография
Динамика населения:

## Администрация коммуны
- Официальный сайт: https://web.archive.org/web/20100304202547/http://www.comune.colbordolo.pu.it/